# Bogdan Petriceicu Hasdeu
Bogdan Petriceicu Hasdeu (nume la naștere Tadeu Hîjdeu; n. 14/26 februarie 1838, Cristinești, uezdul Hotin, Basarabia, Imperiul Rus – d. 12/25 august 1907, Câmpina, Prahova, România) a fost un scriitor și filolog român din familia Hâjdău, pionier în diferite ramuri ale filologiei și istoriei românești. Spirit enciclopedic, jurist, lingvist, folclorist, publicist, istoric și om politic, Hasdeu a fost una dintre cele mai mari personalități ale culturii române din toate timpurile. Din anul 1877 a devenit membru al Academiei Române.

## Biografie
S-a născut la Hotin, în Basarabia ocupată de Imperiul Rus. A copilărit la moșia părintească din Cristinești, Basarabia, fiind crescut de către mama sa vitregă, strămoșii săi fiind boieri. Tatăl său, Alexandru Hâjdeu (fiul lui Tadeu Hâjdeu), era un adevărat savant; cunoștea zece limbi străine, printre care și persana, era istoric, publicist și a scris în latină despre flora Basarabiei. Alexandru avea origini moldo-polone după tată și evreiești după mamă.
Bogdan Petriceicu Hasdeu a studiat dreptul la universitatea din Harkov, după terminarea studiilor slujind ca ofițer în armata rusă. La 1856, când sudul Basarabiei a revenit la Moldova, a trecut în acest ținut pentru a scăpa de împilarea și deznaționalizarea forțată practicată de administrația de ocupație. Rușii i-au cerut extrădarea, iar la refuzul autorităților române, i-au anulat dreptul de moștenire pe care-l avea asupra unor moșii ale familiei rămase în partea rusească a Basarabiei. Mai târziu însă i s-a recunoscut acest drept pe cale judiciară.
La 1857 a fost numit membru al tribunalului din Cahul. După șapte luni a demisionat. În 1858 s-a mutat la Iași, ca profesor de liceu și bibliotecar al universității. A donat bibliotecii universitare 4.000 de volume. În acest timp Hasdeu a pus bazele mai multor publicații, între altele, revista „Din Moldova”(1862-1863) în care a publicat poezii lirice, fabule, nuvele, critice etc.

Între 17 mai 1876 și 1 aprilie 1900 a fost director al Arhivelor Statului din București, în această calitate contribuind la publicarea documentelor în „Arhiva istorică” și „Cuvinte din bătrâni”, atât din arhivele românești, cât mai ales din cele străine, fiind primul conducător al Arhivelor Statului a început să publice copii după acte din arhivele străine privitoare la români.
 
În 1877 a fost ales membru al Academiei Române ca un omagiu al întregii sale opere de până atunci, dar și ca recunoaștere a spiritului său enciclopedist.

Din 1878 a fost profesor de filologie comparată la Universitatea din București. A tipărit o parte din lecțiile sale pline de originalitate și de cunoștințe vaste asupra literaturilor străine și a limbii române.

Hasdeu a cochetat și cu politica. Partizan al lui Kogălniceanu, a susținut lovitura de stat din 2 mai 1864 a lui Alexandru Ioan Cuza. Ulterior, a susținut dinastia străină, de Hohenzollern, apoi, pe aceeași linie a ideilor de factură paneuropeană, a devenit membru al Partidului Liberal, ajungând deputat liberal în parlamentul României.
După moartea singurei sale fiice, Iulia, în 1888, a devenit mistic și fervent practicant al spiritismului, scop în care a construit Castelul Iulia Hasdeu de la Câmpina. A murit la 25 august 1907 la Câmpina, lăsând în urmă o operă vastă și perenă. În ciuda criticilor, foarte dure uneori, asupra metodelor de lucru, Hasdeu rămâne un mare om de cultură, un neobosit cercetător și un pionier al mai multor domenii ale filologiei și istoriei României.

## Opera

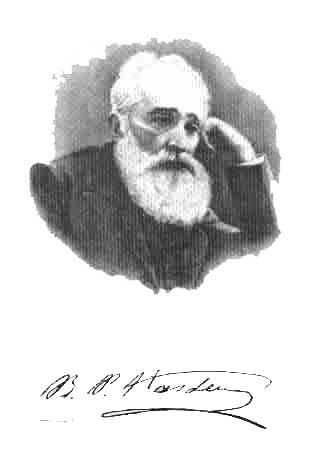
Hasdeu - Poza și semnătura

### Istorie
Dintre lucrările istorice se disting: Ioan-Vodă cel Cumplit (1865, ed. a II-a, 1894), monumentala Arhivă istorică a României și Istoria critică a românilor.
 G. Călinescu afirmă că modelul lui Hasdeu în Ioan-Vodă cel Cumplit a fost Istoria românilor sub Mihai Viteazul a lui Nicolae Bălcescu, interpretată în sensul cultului marilor genii.    
La Iași a publicat Arhiva historică a României (1865-1867), în care multe documente vechi slavone și românești au fost editate pentru prima dată. Începută în 1865, Arhiva este o colecție în trei mari volume de documente străine și interne privitoare la istoria românilor. Au fost publicate în premieră un mare număr de acte inedite românești și străine. Lucrarea a contribuit la înaintarea studiilor istorice de istoriografie, ducând mai departe opera începută de Cronica lui Șincai, de „Magazinul istoric” al lui Nicolae Bălcescu și Laurian și de letopisețele lui Kogălniceanu.
În Historia antică a Românilor (1875), deși incompletă, începe investigațiile critice asupra istoriei României.

Istoria critică (1873-1874) își propune studierea secolului al XIV-lea, epoca înființării formațiunilor statale românești din nordul Dunării. Au apărut numai un volum și un fascicul din al doilea volum.

Volumul I cuprinde trei studii: Întinderea teritorială, Nomenclatura, Acțiunea naturii asupra omului.

Întinderea teritorială dovedește că Muntenia în secolul XIV și XV se întindea foarte mult: cuprindea (în afară de ce înțelegeam în veacul trecut prin Muntenia) și ținutul Făgărașului, sudul Moldovei până la Bârlad și Bacău, sudul Basarabiei, Dobrogea, ținutul Hațegului și o parte din Temișana. Numai o asemenea întindere explică faptele mari ale muntenilor și rezistența contra atâtor dușmani puternici: sârbi, unguri, turci. Creșterea s-a făcut treptat. La început, sâmburele coloniei romane cuprindea: Oltenia, Hațegul și partea orientală a Temișanei, alcătuind Banatul Severinului. În secolul XII, s-a întins pe malul Dunării până la Chilia și în al XIII-lea și-a adăugat ducatul Amlașului.

Nomenclatura explică originea multor termeni întrebuințați ca să arate teritoriul Munteniei. Tot aici se tratează și chestiunea fundării principatului Țara Românească, socotindu-se nu că descălecătorii au venit de peste munți, ci că românii din Banatul Severinului s-au întins la nord și răsărit.

Acțiunea naturii asupra omului este titlul studiului al III-lea. Natura (atmosferă, hidrologie, topografie) are o mare influență asupra omului. Omul din sud e mai inteligent, dar mai lipsit de sânge, omul din nord mai puțin inteligent, dar mai bogat în sânge; de aci mai puțină vitalitate la acela, mai multă la acesta. Acțiunea naturii nu e absolută și inatacabilă; ea poate fi modificată. În primul rând o poate modifica gintea. De exemplu: familiile olandeze stabilite de trei secole în sudul Africii nu și-au schimbat culoarea. Aceste două elemente, natura și ginta, nu sunt suficiente ca să explice diferențierea unei națiuni de alta, ci trebuie să fie adăugate și alte elemente.

### Filologie
Dintre lucrările filologice cele mai însemnate sunt: Cuvente den bătrâni și Etymologicum Magnum Romaniae.  A editat, de asemenea, Psaltirea lui Coresi din 1577, publicând-o în 1881.
Prin lucrarea sa Cuvente den bătrâni (1878-1879) a fost primul exeget al literaturii apocrife din România.
În această operă cu un titlul arhaic, apărută în 2 volume, a publicat o serie de documente și de studii de o mare valoare. Volumul I se intitulează Limba română vorbită între 1550-1600. Din acest timp noi posedăm un număr foarte restrâns de opere, mai toate bisericești și mai toate traduceri. Hasdeu și-a dat seama că ar fi mai interesante pentru istoria limbii compuneri românești propriu-zise. Compuneri literare n-a găsit, dar a găsit acte publice și particulare, scrisori etc. în care - dacă nu se putea urmări dezvoltarea unor idei - se pot vedea fazele evoluției limbii. El nu s-a mulțumit să le transcrie, ci le-a însoțit de observații felurite despre care marele filolog german Schuchard a zis: "Pătrunderea și erudiția lui Hasdeu se pun în evidență aici în modul cel mai splendid". Volumul al II-lea poartă titlul special de Cărțile poporane ale românilor în secolul XVI, în legătură cu literatura poporană cea nescrisă. În el se publică colecția de texte cunoscute sub numele de Codex Sturdzanus. Textele sunt publicate cu transcrierea în litere latine și cu un studiu asupra fiecăruia. Volumul se termină cu o serie de monografii asupra diferitelor chestiuni de ligvistică, precum reduplicarea și triplicarea articolului definit ș.a.
Etymologicum Magnum Romaniae (1887-1898) a fost începutul unui amplu dicționar enciclopedic al limbii române, dar, din cauza dimensiunii monumentale a proiectului, a ajuns până la definiția cuvântului bărbat.
Operă monumentală, dicționarul are în vedere nu numai limba literară de la acea dată, ci mai cu seamă limba vorbită și limba veche și de aceea a și fost subintitulat: dicționarul limbii istorice și poporane. Conceput pe un plan prea vast, acest dicționar s-a oprit când de-abia începuse și nimeni nu l-a continuat, căci Academia a stabilit alte norme pentru noul dicționar. Hasdeu voia să facă din fiecare cuvânt o monografie. La fiecare articol de dicționar redă forma cea mai răspândită și formele dialectice vechi și noi; - diferitele însemnări ale cuvântului, cu exemple; - derivarea cuvântului. Autorul a avut în vedere răspunsurile la un chestionar trimis preoților și învățătorilor ca să poată ști cum se pronunță sunetele în diferite ținuturi, care sunt formele, care sunt numirile date diferitelor obiecte, care sunt deosebitele credințe ale poporului. În cele 4 volume pe care le-a publicat n-a ajuns decât până la cuvântul bărbat. Proiectul a rămas nefinalizat.

În aceste lucrări filologice, el a lansat teoria „circulației cuvintelor”, prin care a demonstrat că fizionomia unei limbi nu este dată de inventarul unităților lexicale, ci de folosirea lor, de frecvența acestora.
Alături cu aceste opere istorice și filologie, se situează revista Columna lui Traian (1870-1877), cea mai bună revistă filologică din România, în care a pus, prin studiile sale, baza științei etno-psihologice în România.
Ultimii ani ai vieții, i-a consacrat Hasdeu altor preocupări: acum a scris articole și poezii filozofice, multe satire literare (Sarcasm și ideal 1897), și, de la moartea fiicei sale, Iulia Hașdeu, s-a dedicat cu totul cercetărilor asupra spiritismului (Sic cogito, 1892).
Spirit cu o cultură vastă, cu o vioiciune rară, Hasdeu are adesea sclipiri geniale în combinarea detaliilor pentru a închega teorii istorice sau filologice spre dezlegarea problemelor celor mai grele și mai obscure. Din nenorocire, el nu a urmărit vreme îndelungată studiul unei chestiuni pentru a da o operă desăvârșită, ci a trecut în cursul vieții, prea de multe ori, de la o serie de preocupări la altele, încât cele mai de frunte din operele lui rămân neterminate.

### Literatură
Lucrările beletristice ale lui Hasdeu, între care drama Răzvan și Vidra, dau impresia unei originalități a gândirii, iar autorul divaghează deseori purtat de erudiția sa profundă și imaginația vastă.
A scris nuvele, poezii, piese de teatru. Dintre nuvele cităm una satirică, Duduca Mamuca (1861), pentru care a și avut în Iași un proces legat de un fragment din această nuvelă, considerat imoral, chiar obscen, dar a fost achitat după ce s-a apărat singur în fața instanței. În urma acestui scandal ajunge în București în 1863, unde publică în semn de protest varianta cenzurată a nuvelei, intitulată Micuța (1864). Volumul de poezii (1873) cuprinde poezii ocazionale, fabule, poezii sociale și politice, precum și o traducere din Tristele lui Ovidiu. Cugetări profunde exprimate într-o „formă dură” (după cum a considerat însuși autorul), versuri scrise în momente de supărare sau chiar de deznădejde: opera poetică a lui Hasdeu, care n-a avut un răsunet deosebit. El a caracterizat-o prin următoarele rânduri:
O poezie neagră, o poezie dură,

O poezie de granit,

Mișcată de teroare și palpitând de ură,

Ca vocea răgușită pe patul de tortură

Când o silabă spune un chin nemărginit.

### Teatru

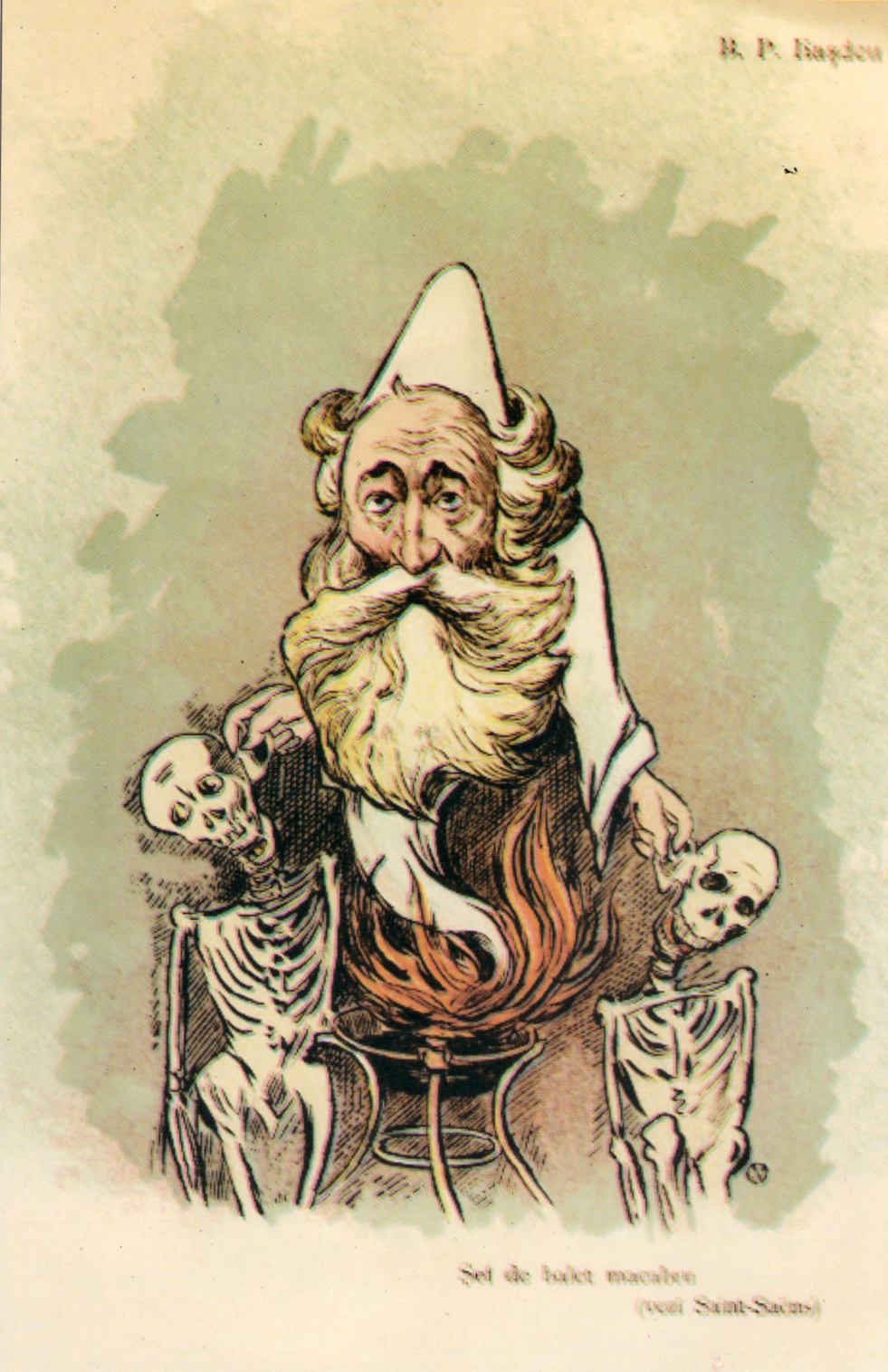
B.P. Hasdeu - caricatură de Nicolae S. Petrescu-Găină

Dintre piesele de teatru, cea mai însemnată este Răzvan și Vidra, foarte criticată la vremea apariției (1867) de criticii revistei Convorbiri literare. Ea zugrăvește una dintre epocile zbuciumate ale trecutului românilor, sfârșitul secolului XVI, marcate de luptele pentru tron între boieri.
Înfățișarea epocii este surprinsă cu o cunoștință desăvârșită a oamenilor și a lucrurilor; dialogul este natural și foarte viu; se observă însă oarecare tendință spre declamație, mai ales în ce privește naționalismul. Cu toate scăderile ei, piesa se reprezintă și astăzi cu succes, mai ales din pricina căldurii și simpatiei cu care este înfățișată pătura țărănească.
Conform datelor istorice, sunt prezentate întâmplările principale din viața lui Ștefan Răzvan, aliatul lui Mihai Viteazul, anume cum acest țigan, căpitan de haiduci, ajunge ofițer în armata poloneză, hatman în Moldova și apoi domn. Modificările sunt prea puține. Sfârșitul lui Răzvan, despre care cronicile relatează că ar fi murit tras în țeapă, este modificat, arătându-se că decesul survine din cauza unei răni căpătate într-o luptă cu polonezii. Răzvan apare înfocat, generos, eroic. Alături de el, Vidra este ambițioasă și trufașă. Nepoată a marelui boier Moțoc, Vidra îl întâlnește pe Răzvan în pădure și se îndrăgostește de el și îl vede în stare de fapte mari. Apoi îl determină să săvârșească rând pe rând toate isprăvile care aveau să-l conducă la o glorie atât de mult dorită, dar și atât de scurtă.

### Traduceri ale operelor sale în alte limbi
- Răzvan és Vidra (Răzvan și Vidra), traducere în limba maghiară de Erik Majtényi, Irodalmi Könyvkiadó, București, 1967.[13]

### Criticii de laConvorbiri literare
Unele dintre scrierile sale au provocat reacția unor critici. Astfel au fost articolele publicate de Gheorghe Panu în Convorbiri literare și o broșură a lui Ion C. Massim. Cercetările ulterioare au modificat multe dintre concluziunile lui Hasdeu, dar opera sa prezintă interes de a fi citită nu numai pentru a se vedea starea studiilor istorice din acea vreme, ci și pentru a se constata talentul și spiritul vizionar al autorului.

### Falsificator
A publicat documente false despre o republică federativă la Iași, în secolul XII. Astfel, Hasdeu a publicat un act, așa-numita „Diplomă Bârlădeană”, o scriere ce ar fi datat din 1134, potrivit căreia ar fi existat un principe al Bârladului, Ivancu Rotislovovici, dependent de tronul Galiției, care ar fi stăpânit șesul Moldovei.

## Cronologie
- 26 februarie 1838 - Se naște la Cristineștii Hotinului, fiu al lui Alexandru Hâjdău și al Elisabetei Daucș. Trăgându-se dintr-o veche familie boierească, tatăl său a făcut studii strălucite la Harkov, Lwow și München, având înclinații spre filologie, istorie și folclor; fusese autor al unor lucrări de istoria dreptului universal și avusese o bogată activitate didactică.
- 1841 - Familia se stabilește în Podolia, dar are de suferit din cauza temperamentului nepotolit al tatălui, considerat „tulburător al liniștei publice“.
- 1848 - Moare Elisabeta, mama. Gramatica românească a lui I.H. Rădulescu devine pentru viitorul lingvist și filolog carte de suflet.
- 1850 - Stabilindu-se cu toată familia în Basarabia, viitorul scriitor va urma cursurile liceului din Chișinău, având coleg pe Constantin Stamati-Ciurea, rudă îndepărtată.
- 1852 - Tânărul își descoperă înclinația spre studiul istoriei naționale. Iată ce spune acesta pe marginea unui manuscris datat 1852: „M-am ocupat în primul rând de adunarea materialului pentru istoria țării mele. Cu insistența și stăruința depusă, am reușit în curs de doi ani să strâng aproape toate izvoarele tipărite și o mulțime de manuscrise“.
  - Se înscrie la Universitatea din Harkov. Aici, sub îndrumarea unor profesori vestiți, dobândește serioase cunoștințe în domeniul filologiei și al lingvisticii. Iată portretul pe care i-l face Nicolae Iorga adolescentului: „Ca prinț sărac, slab și bolnăvicios, impunător printr-o știință enciclopedică, dobândită de douăzeci de ani între un duel și un banchet intim, ca un original de care nu se putea apropia nimeni fără a fi uimit și rănit de uimirile și însușirile lui superioare și de inferioritatea unui spirit agresiv, care nu cruța nimic, nici pentru cel mai sfânt principiu ori pentru cea mai firească legătură, astfel căzu el în Iași la 1856“.
- 1854 - Perioadei 1852 - 1854 îi aparțin primele încercări literare:
  - Cântec popular moldovenesc
  - Ștefan cel Mare
  - Doină
  - Moldova
  - Melodii românești
  - Gândirea
  - fragmente epice și dramatice:
    - Arbore
    - Domnița Ruxandra
    - Domnița Voichița
- 1856 - Cu studiile universitare neîncheiate, se stabilește în Moldova, fiind numit judecător la Cahul. Este un fervent susținător al Unirii.
- 1858 - Apare la Iași, sub direcția sa, ziarul România, prin care promova ideile pașoptismului; revista apare ca: „Un campion al vederilor naționale și constituționale libere“.
- 1859 - Apare la Iași Foaea de storia română, cu o ortografie ciudată, amintind de Aron Pumnul, dar și conformă unor idei proprii; în același timp este custode al Bibliotecii din Iași.
- 1860 - Este profesor de istorie și de geografie la Școala reală din Iași. Publicația din 1859 apare cu un titlu modificat: Foiță de istorie și literatură. Aici iese de sub tipar studiul: Pierit-au dacii?
- 1861 - Se află pentru scurt timp în Polonia, perfecționându-se în varii domenii. Om de bibliotecă, acesta strânge material pentru următoarele studii.
- 1862 - Colaborează la ziarele Dacia și Tribuna Română.
  - Apare revista Din Moldova, devenită Lumina (1863), unde tipărește drama Răposatul postelnic. Tot aici publică un studiu istoric despre legăturile lui Petru Rareș cu Ardealul.
- 1863 - Este suprimată revista Lumina în urma publicării nuvelei Duduca Mamuca, scriere care a fost acuzată de „imoralitate“ și care a declanșat primul proces celebru la noi în domeniul literaturii.
  - Se mută la București, unde scoate revista Aghiuță (3 noiembrie) și unde îi apare, cu modificări uneori substanțiale, nuvela Duduca Mamuca, cu titlul modificat Micuța sau Trei zile și trei nopți din viața unui studinte.
- 1864 - În ziarul Buciumul al lui Cezar Bolliac îi apare nuvela istorică Ursita.
  - Tot acum editează revista Arhiva istorică a României.
- 1865 - Se căsătorește cu Iulia Faliciu, o ardeleancă.
  - Apare monografia istorică Ion Vodă cel Cumplit, o operă la hotarul istoriei cu literatura, având drept model Istoria românilor supt Mihai-Voievod Viteazul a lui Nicolae Bălcescu.
- 1866 - Continuând spiritul satiric al revistei Aghiuță, apare Satyrul (6 februarie).
- 1867 - La Teatrul Național din București (10 februarie) se reprezintă piesa Răzvan-Vodă, cunoscută mai ales sub titlul Răzvan și Vidra.
- 1868 - Disputa dintre Hasdeu și junimiști se intensifică, acesta probând o deosebită știință de a polemiza, un spirit satiric și o cultură multilaterală. Polemica este susținută în publicațiile care apar de-acum înainte: Revista Nouă și Revista contemporană.
  - În revista Familia apare piesa Rosana.
  - Hasdeu călătorește în Serbia, Ungaria, Austria, Basarabia și Franța, adunând un imens material documentar pentru viitoarele studii științifice.
- 1869 - Apare ziarul Traian, unde se publică articole politice, dar și literare, în care, după modelul Daciei literare, se promovează ideea literaturii naționale.
  - Se naște Iulia, fiica sa.
- 1870 - Editează revista Columna lui Traian (1870-1877; 1882-1889). Aici apare poezia Odă la ciocoi. Revista are un pronunțat caracter antidinastic, directorul riscând detenția la Văcărești.
- 1872 - Apar primele două volume din Istoria critică a românilor.
  - Iese de sub tipar volumul Poezie.
- 1876 - Scoate Revista literară și științifică (15 februarie - 15 mai). Este numit director al Arhivelor Statului.
- 1877 - Este ales membru al Academiei Române (13 septembrie).
- 1878 - Apar cele două volume: Cuvente din bătrâni; primul volum se intitulează Limba română vorbită între 1550 - 1600, iar al doilea: Cărțile populare ale românilor din secolul al XVII-lea în legătură cu literatura poporană cea nescrisă ... „toți câți se vor ocupa cu istoria limbii române vor fi nevoiți să recurgă la această operă ca la mijlocul cel mai indispensabil, și chiar dacă n-ar mai fi publicat nimic afară de Cuvente, Hasdeu tot și-ar mai fi putut avea un nume nemuritor în istoria filologiei române și și-ar fi câștigat - pe drept - recunoștința noastră continuă“ (G. Weigand).
- 1880 - Academia Română îl premiază pentru Cuvente din bătrâni.
- 1886 - 1898 - Hasdeu publică volumul I (1886), volumul II (1887). volumul IV (1893) și volumul V (1898) din Etymologicum Magnum Romaniae: „Hasdeu a voit să facă din Etymologicum un monument al culturii poporului nostru. El nu se mărginește să explice cuvintele pentru necesități practice curente, ci urmărește fiecare cuvânt din toată istoria lui complexă, în toate epocile, în graiul popular, ca și în limba literară. Aproape fiecare cuvânt constituie o monografie în care se înfățișează sensul și răspândirea lui precum și credințele legate de el“. (D. Macrea).
- 1887 - Apare la București Revista nouă, al cărei director este Hasdeu, iar redactori sunt, printre alții, Alexandru Vlahuță și Delavrancea.
- 1888 - Moare Iulia Hasdeu, fiica sa, o poetă de mare talent, a cărei poezie scrisă în franceză prevestea o carieră extraordinară; evenimentul l-a zguduit definitiv pe Hasdeu, care a intrat într-o fază de declin a vieții sale. În ultimii ani ai vieții se stabilește la Câmpina, unde construiește un castel, ocupându-se de practici spiritiste.
- 1894 Apare lucrarea Basarabii cine? – de unde? – de când?
- 1897 - Apare volumul Sarcasm și ideal, ultimii ani de literatură.
- 1907 - Moare la Câmpina Bogdan Petriceicu Hasdeu, mare creator în diverse domenii de activitate, un spirit neliniștit, continuator al direcțiilor pașoptiste în cultura română și un promotor al ideilor regăsite în Epoca marilor clasici.

Bustul lui Bogdan Petriceicu Hasdeu realizat de Dimitrie Paciurea
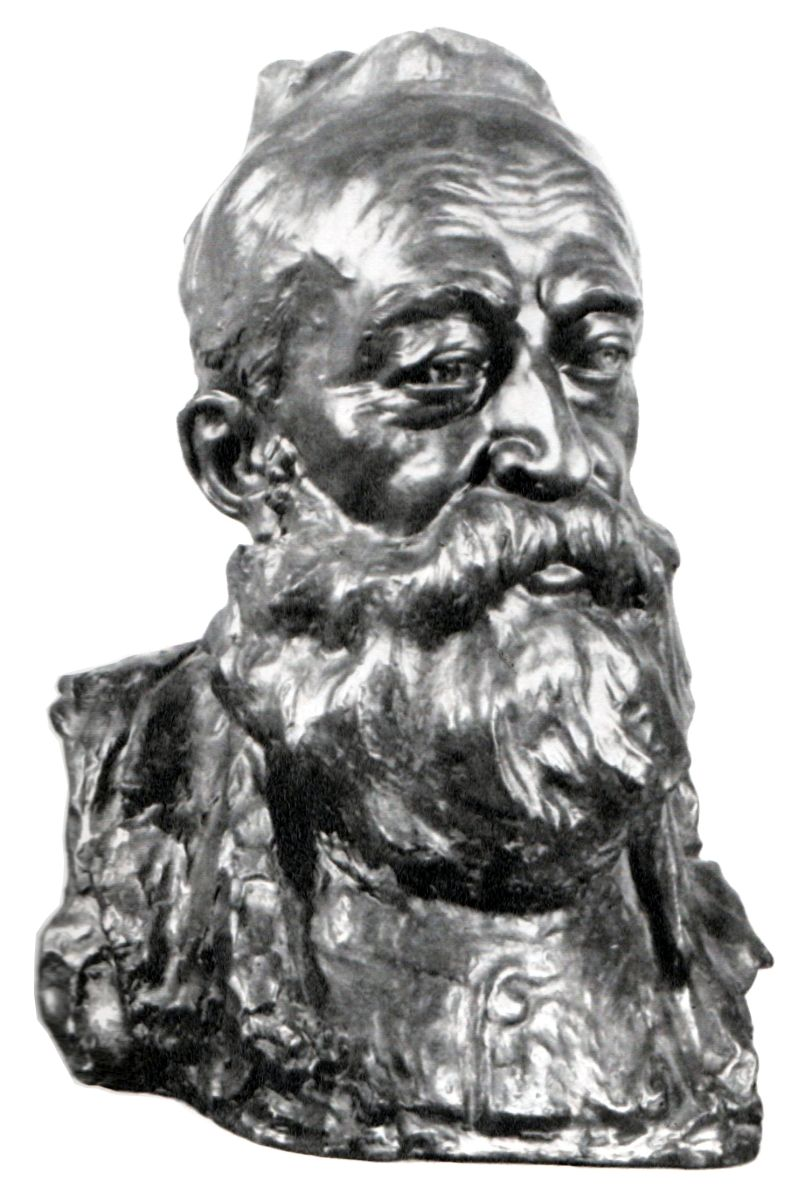
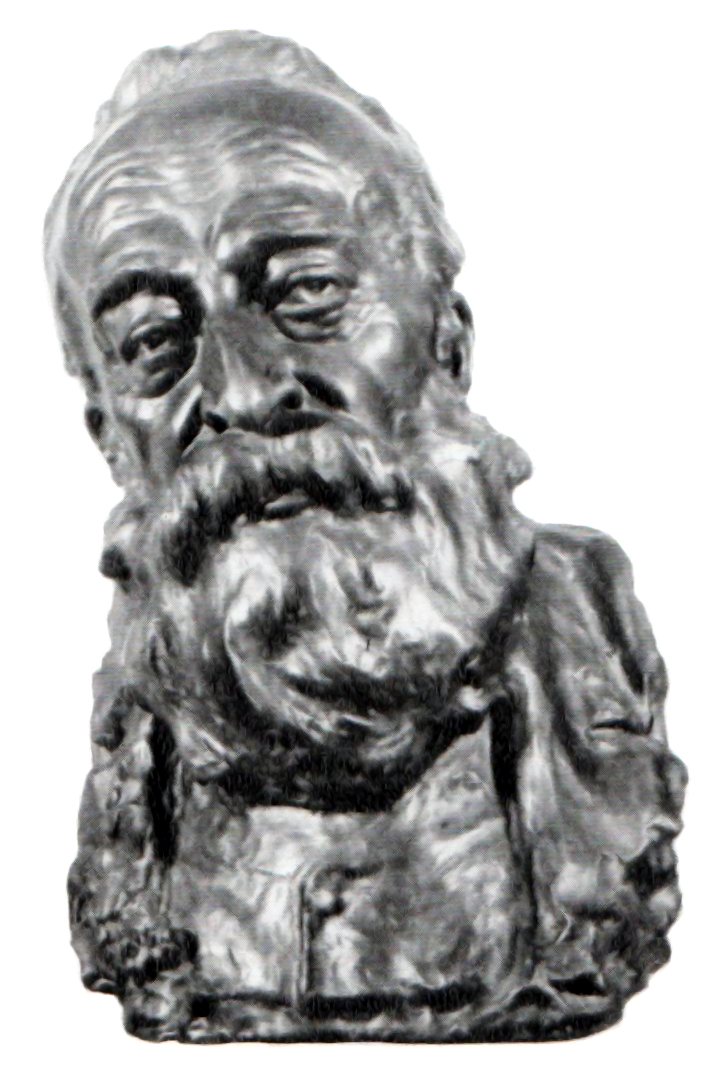
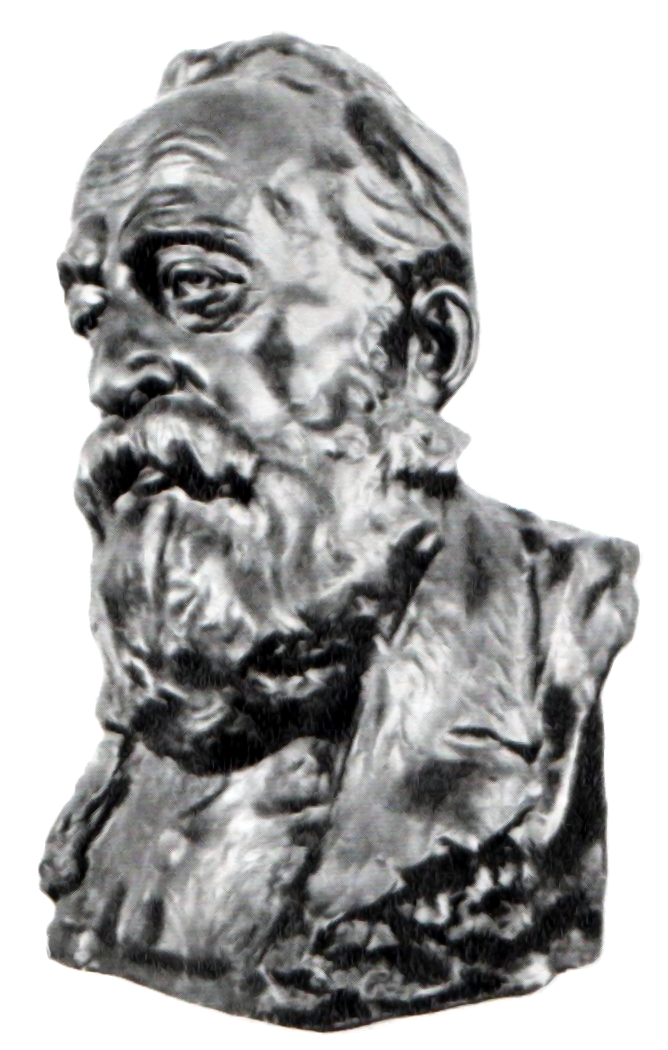

## Numismatică
La 15 iulie 2013, Banca Națională a României a pus în circulație, cu ocazia împlinirii a 175 de ani de la nașterea lui Bogdan Petriceicu Hasdeu, o monedă comemorativă de aur, cu valoarea nominală de 100 de lei, având titlul de 900‰. Moneda este rotundă, are diametrul de 21 mm, greutatea de  6,452g, iar cantul este zimțat. Întregul tiraj, de 250 de exemplare, a fost emis de calitate proof.